# Cecil Burney
Sir Cecil Burney, 1. baronet (anglicky Sir Cecil Burney, 1st Baronet of Preston Candover) (15. května 1858 Saint Saviour, Jersey, Anglie – 5. června 1929 Upham, Hampshire, Anglie) byl britský admirál. U Royal Navy sloužil od roku 1871, v mládí vynikl v koloniálních válkách a rychle postupoval v hodnostech. Za první světové války se jako velitel 1. bitevní eskadry Grand Fleet zúčastnil bitvy u Jutska (1916). Poté působil v Londýně jako náčelník námořního štábu (druhý námořní lord 1916–1917) a svou kariéru zakončil jako velitel přístavu Portsmouth (1919–1921). V roce 1920 dosáhl nejvyšší možné hodnosti velkoadmirála.

## Životopis

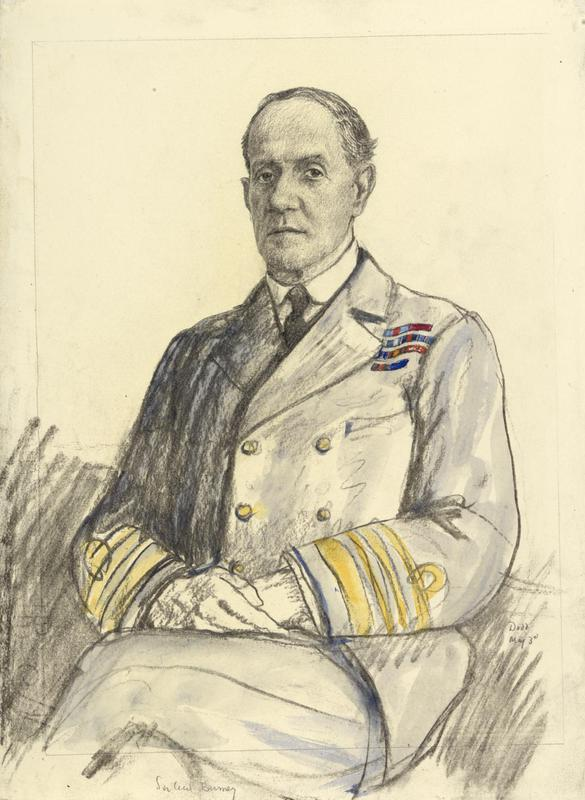
Portrét admirála Cecila Burneye z roku 1917

Pocházel z rodiny s tradiční službou u námořnictva, narodil se na ostrově Jersey jako jediný syn kapitána Charlese Burneye (1825–1887). Studoval na námořní akademii v Gosportu a jako kadet nastoupil v roce 1871 na výcvikovou loď HMS Britannia. Aktivní službu na moři zahájil jako praporčík v Tichém oceánu a v roce 1879 dosáhl hodnosti poručíka. Zúčastnil se války s Egyptem a poté bojoval v Súdánu proti Mahdího povstání. V roce 1884 se vrátil do Anglie a doplnil si vzdělání v oboru dělostřelectva. Jako dělostřelecký důstojník sloužil od roku 1887 v severní Americe a v roce 1892 byl přeložen do Lamanšského průlivu. V roce 1893 byl povýšen na komandéra, poté působil jako pedagog na výcvikových lodích a v roce 1896 dosáhl hodnosti kapitána. Jako velící důstojník sloužil u Mysu Dobré naděje a zúčastnil se búrské války, v letech 1906–1907 zastával funkci námořního pobočníka krále Eduarda VII.
V roce 1907 dosáhl hodnosti kontradmirála a byl přidělen k Home Fleet, poté se stal vrchním velitelem Atlantické flotily (1911–1913) a v roce 1912 byl povýšen na viceadmirála. Během druhé balkánské války operoval jako velitel mezinárodní flotily ve Středozemním moři a zajistil předání pevnosti Skadar nově vzniklému státu Albánie. Za zásluhy byl dekorován Řádem lázně a Řádem sv. Michala a sv. Jiří (1913).

## První světová válka a závěr kariéry

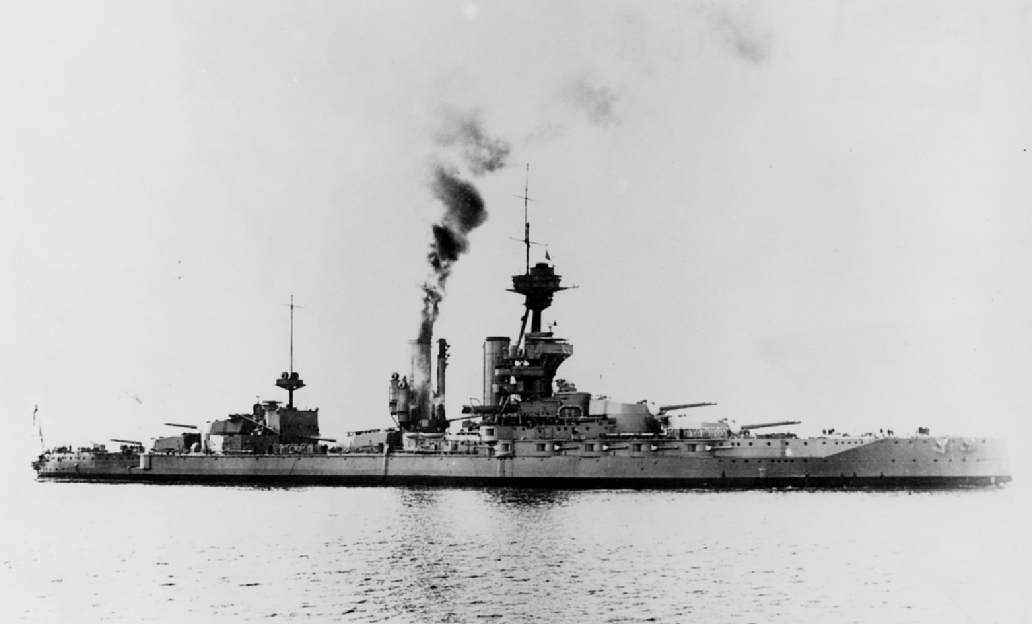
Bitevní loď HMS Marlborough, vlajková loď viceadmirála Burneye v bitvě u Jutska

Na začátku první světové války převzal velení 1. bitevní eskadry a byl přičleněn k loďstvu Grand Fleet. Se svou vlajkovou lodí HMS Marlborough se zúčastnil bitvy u Jutska (1916). Následně byl povýšen na admirála a obdržel velkokříž Řádu sv. Michala a sv. Jiří (1916). V listopadu 1916 byl jmenován druhým námořním lordem, tj. náčelníkem námořního štábu. Z této funkce byl odvolán na nátlak ministra námořnictva Erica Geddese, který prosazoval někoho mladšího. Burney pak v letech 1917–1919 zastával méně významnou funkci velitele u pobřeží Skotska (Commander-in-Chief, Coast of Scotland). Ještě během první světové války obdržel řadu zahraničních vyznamenání, byl velkodůstojníkem francouzské Čestné legie (1916) a francouzského Válečného kříže (1920), nositelem ruského Řádu sv. Vladimíra (1917), italského Řádu sv. Mořice a Lazara (1917), japonského Řádu vycházejícího slunce (1917) a belgického Leopoldova řádu (1918).
V letech 1919–1920 byl vrchním velitelem v Portsmouthu a svou vlajku tehdy vztyčil na slavné lodi HMS Victory. V roce 1920 dosáhl nejvyšší možné hodnosti velkoadmirála (Admiral of the Fleet). V roce 1921 získal šlechtický titul baroneta a stal se nositelem velkokříže Řádu lázně (1922). Formálně byl penzionován v roce 1925 a zemřel o tři roky později.
Se svou manželkou Lucindou Burnett (1860–1944) měl dvě děti. Dědicem titulu baroneta byl syn Denniston Burney (1888–1968), který proslul jako vynálezce a letecký inženýr, v letech 1922–1929 byl také poslancem Dolní sněmovny za Konzervativní stranu.